# Carles Bosch
Carles Bosch (Barcelona, 1952) é um cineasta e jornalista espanhol. Foi indicado ao Oscar de melhor documentário de longa-metragem na edição de 2004 pela realização da obra Balseros, ao lado de Josep Maria Domènech.